# スパイシー・ポップコーン
『スパイシー・ポップコーン』（原題: Chutney Popcorn）は、1999年製作のアメリカ合衆国の映画。日本では、2001年7月21日に第10回東京国際レズビアン&ゲイ映画祭で上映された。

## キャスト
- リーナ:ニーシャ・ガナトラ
- リサ：ジル・ヘネシー
- サリタ：サキナ・ジャフリー
- ネーム：マドハール・ジャフリー
- ミッチ：ニック・チンランド
- ジャニス：カーラ・ブオノ